# Morąg
Morąg [ˈmɔrɔ̃ŋk] (deutsch Mohrungen) ist eine Kleinstadt in der polnischen Woiwodschaft Ermland-Masuren. Sie ist Sitz der gleichnamigen Stadt-und-Land-Gemeinde mit 23.973 Einwohnern (Stand 31. Dezember 2020).

## Geographische Lage
Die Stadt liegt im westlichsten Teil der historischen Region Ostpreußen am Ostrand der Eylauer Seenplatte, etwa 44 Kilometer südöstlich von Elbing (Elbląg) und 38 Kilometer nordwestlich von Allenstein (Olsztyn). Das hügelige Umland mit Höhenunterschieden bis zu 93 Metern ist durch landwirtschaftliche Flächen, Waldgebiete und Seen geprägt. Unmittelbar vor den Toren der Stadt liegt der Schertingsee. Nur wenige Kilometer östlich der Stadt befindet sich der touristisch vielfältig genutzte 1249 Hektar große Nariensee.

## Geschichte

Das Siegel von 1327 zeigt neben der Umschrift S CONSULUM CIVITATIS MORUNG einen Pilger mit Pilgerstab und Kürbisflasche.

Der Deutsche Ritterorden übernahm vermutlich im letzten Viertel des 13. Jahrhunderts eine von drei Seiten durch Wasser geschützte und aus Holz errichtete Prußenburg, auf einer Halbinsel des Schertingsees. Der Ort wurde 1328 als de Morungen, 1340 als Morungen und 1364 als Marungen erwähnt. Bereits zu Beginn des 14. Jahrhunderts hatte sich der Ort unter seinem Lokator Peter von Sumpf zu einer städtischen Siedlung entwickelt. Als Gründer der Stadt gilt Hermann von Oettingen, der als Ordenspittler und Komtur von Elbing  1327 (nicht 1302) der Ortschaft durch Aushändigung der Handfeste das Stadtrecht; verlieh. Der Ortsname geht auf den heute verlandeten Mohrungsee zurück, der in dem schon am 17. Dezember 1331 erneuerten Stadtprivileg lacus Maurin heißt. Der Name des Sees leitet sich wahrscheinlich vom prußischen Begriff „mare / mary / marre“ – sumpfiges Wasser, Bucht, Haff ab. In der Umgebung sind etliche prußische Burgen, Schanzen und Wallanlagen belegt. Den Ordensrittern folgten Bauerntrecks, von denen sich eine aus dem Südharz stammende Gruppe in der Nähe der Ordensburg Mohrungen niederließ.  

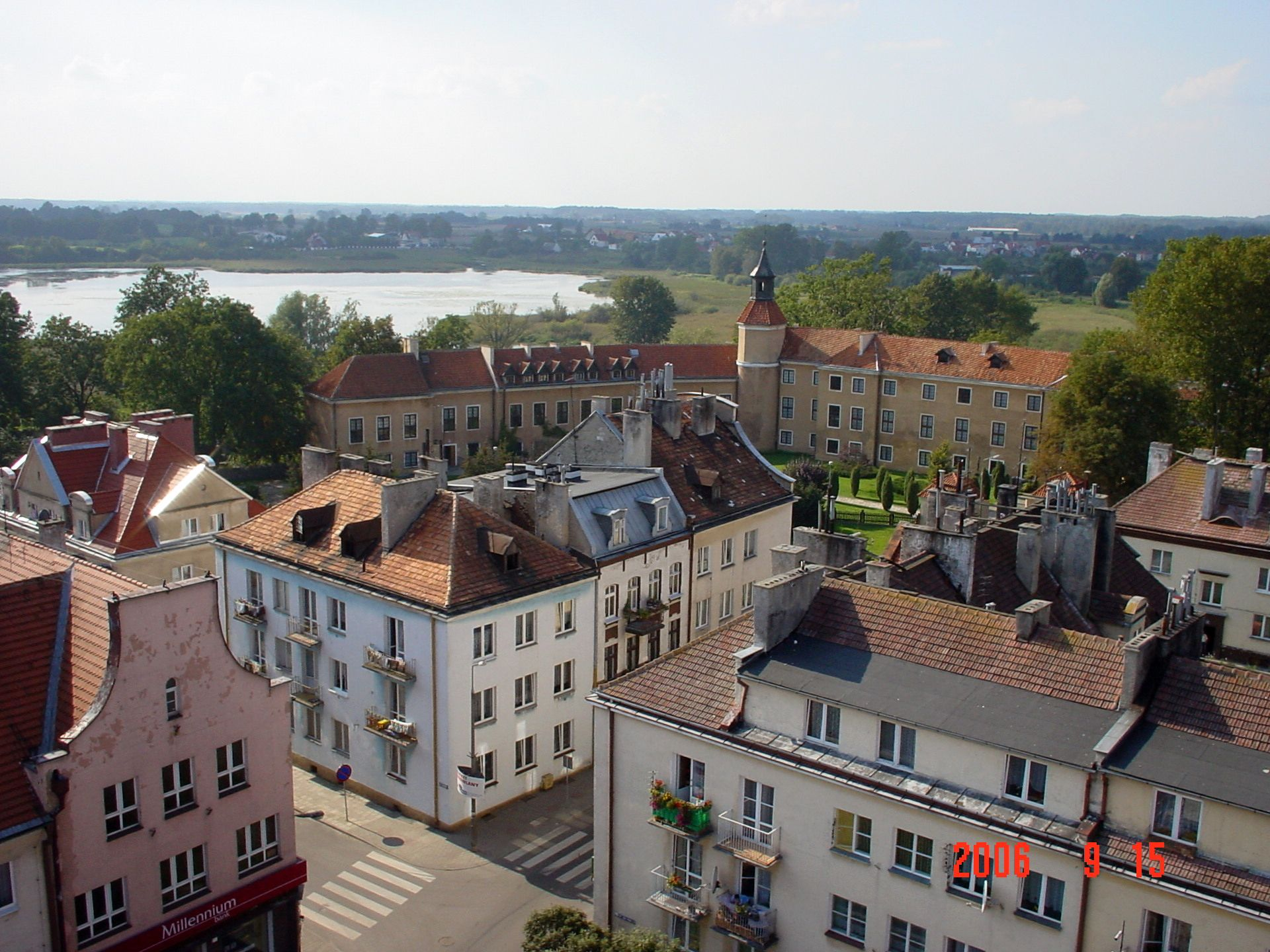
Altstadt von Morąg mit Dohna-Schlösschen

Kurz nach der Schlacht von Tannenberg eroberten 1410 Polen und Litauer die Stadt. 1440 trat Mohrungen dem Preußischen Bund bei, der gegen den Deutschen Orden opponierte und zwischen 1454 und 1466 den so genannten preußischen Städtekrieg führte. Die Rückeroberung Mohrungens für den Ordensstaat gelang dem Elbinger Komtur Oberstspittler Heinrich Reuß von Plauen 1461. Er machte die Stadt zu seinem Amtssitz als Hochmeisterstatthalter. Während des Reiterkrieges eroberten 1520 erneut Polen Mohrungen und brandschatzten es.
Nach der durch die Reformation bedingten Säkularisation des Ordensstaates erfolgten Gründung des Herzogtums Preußen 1525 kam Mohrungen als Pfandbesitz an den Burggrafen Peter zu Dohna. Verwaltungsmäßig gehörte Mohrungen mit dem Status eines Hauptamtes zum Oberländischen Kreis. Nach der Einlösung des Pfandes 1573 war die Stadt Leibgedinge der Herzogin von Preußen. Peter zu Dohna übernahm den Posten des herzoglichen Amtshauptmannes. 1595 errichteten die Dohnas eine Stadtresidenz, die bis 1945 als „Schlösschen“ den Ort prägte. Im Polnisch-Schwedischen Krieg erlitt Mohrungen 1626 starke Zerstörungen. Ebenfalls große Schäden richtete 1697 ein großer Stadtbrand an, dessen Auswirkungen erst unter der Regierung König Friedrich Wilhelms I. (1713–1740) beseitigt werden konnten. 1752 entstand bei der Auflösung des Oberländischen Kreises der Landratskreis Mohrungen mit der gleichnamigen Stadt als Landratssitz.

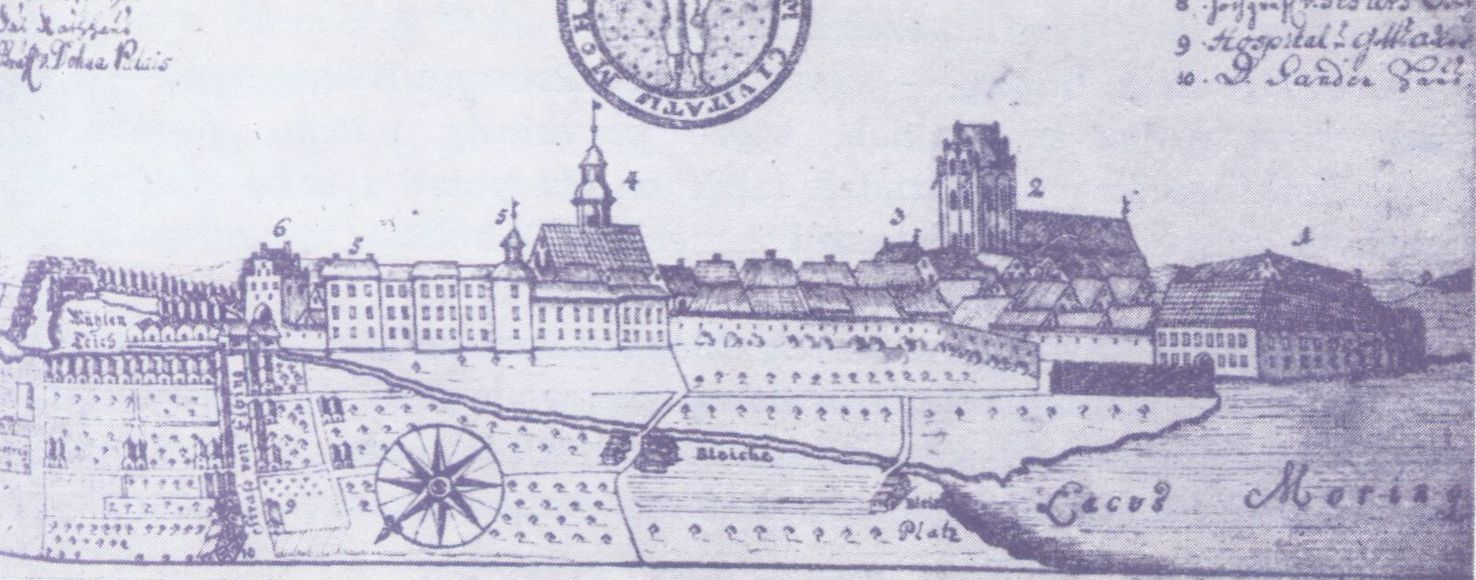
Alte Skizze des Stadtpanoramas von Mohrungen

Während des Vierten Koalitionskriegs weilte der französische Marschall Bernadotte 1807 im Dohnaschen Schloss. Am 25. Januar 1807 besiegten ihn im Gefecht bei Mohrungen die Russen unter Levin August von Bennigsen.
Durch die preußische Verwaltungsreform von 1815 behielt Mohrungen zwar den Status einer Kreisstadt, doch war der neu geschaffene Kreis Mohrungen nun wesentlich kleiner. Die Stadt hatte 1875 3633 Einwohner. 1882 erhielt Mohrungen Anschluss an die Bahnlinie der Preußischen Staatsbahn Marienburg – Allenstein. Die 1902 fertiggestellten Strecke Wormditt – Osterode machte Mohrungen zu einem Eisenbahnknotenpunkt. Am Anfang des 20. Jahrhunderts hatte Mohrungen eine evangelische Kirche, eine katholische Kirche, eine Synagoge, eine Präparandenanstalt und ein Amtsgericht. 1904 erhielt Mohrungen ein Gaswerk, 1907 neue Trinkwasserleitungen und 1923 eine Stromversorgung. Außer einem Sägewerk gab es keine Industrie. 1939 hatte sich die Einwohnerzahl auf 8376 erhöht.
1827 wurde das Stadtgericht Mohrungen und das Justizamt Mohrungen zum Land- und Stadtgericht Mohrungen zusammengeschlossen. 1849 wurden die Patrimonialgerichte abgeschafft und es entstand das Kreisgericht Mohrungen. Mit den Reichsjustizgesetzen wurden einheitlich Amtsgerichte, hier das Amtsgericht Mohrungen gebildet. 1927 kam noch das Arbeitsgericht Mohrungen hinzu.
Bis 1945 war Mohrungen Kreisstadt des Landkreises Mohrungen im Regierungsbezirk Königsberg der Provinz Ostpreußen.
Nachdem die Rote Armee gegen Ende des Zweiten Weltkriegs im Januar 1945 in der Offensive gegen Ostpreußen rasch vorrückte, begann am 22. Januar 1945 die Evakuierung des Kreises Mohrungen. Wenige Tage später nahm die Rote Armee Mohrungen ein. 26 Diakonissen des Krankenhauses hatten sich der Evakuierung widersetzt und begingen nach der Einnahme der Stadt Suizid. Nach dem Ende der Kriegshandlungen zerstörten Brände 1945 die Stadt zu 45 Prozent. Vom mehrfach erneuerten Rathaus blieben nur die Außenmauern übrig.
Die Rote Armee unterstellte die Stadt im März 1945 mit der südlichen Hälfte Ostpreußens als „Okręg mazurski“ der Verwaltung der Volksrepublik Polen. Diese führte für Mohrungen die Ortsbezeichnung Morąg ein, vertrieb die noch verbliebenen oder von der Flucht zurückgekehrten Einwohner und besiedelte den Ort mit Polen. Wichtige Baudenkmäler wurden restauriert.
Die hessische Stadt Gießen hat 1954 die Patenschaft für Stadt und Kreis Mohrungen übernommen.
Seit Mai 2010 ist die Stadt Standort einer US-Patriot-Flugabwehrraketen-Einheit mit ca. 100 Soldaten.

### Demographie

Einwohnerentwicklung bis heute

| Jahr | Einwohner | Anmerkungen                                                                                |
| ---- | --------- | ------------------------------------------------------------------------------------------ |
| 1740 | 1067      |                                                                                            |
| 1783 | 1753      | ohne die Garnison (eine Schwadron Dragoner)                                                |
| 1802 | 1874      | [ 5 ]                                                                                      |
| 1810 | 1631      | [ 5 ]                                                                                      |
| 1816 | 1677      | davon 1616 Evangelische, 31 Katholiken und 19 Juden                                        |
| 1821 | 2140      | [ 5 ]                                                                                      |
| 1831 | 2459      | deutsche Einwohner                                                                         |
| 1837 | 2597      | [ 7 ]                                                                                      |
| 1858 | 3327      | davon 3196 Evangelische und 50 Katholiken, drei Mennoniten und 78 Juden                    |
| 1864 | 3658      | am 3. Dezember                                                                             |
| 1867 | 3917      | am 3. Dezember                                                                             |
| 1871 | 3864      | am 1. Dezember, davon 3673 Evangelische, 64 Katholiken, 18 sonstige Christen und 108 Juden |
| 1875 | 3633      | [ 11 ]                                                                                     |
| 1880 | 3742      | [ 11 ]                                                                                     |
| 1890 | 3776      | davon 70 Katholiken und 71 Juden                                                           |
| 1905 | 4121      | meist Evangelische                                                                         |
| 1933 | 5414      | [ 11 ]                                                                                     |
| 1939 | 8376      | [ 11 ]                                                                                     |

## Sehenswürdigkeiten
- Von der Ordensburg Mohrungen aus dem 14. Jahrhundert ist ein teilweise stark veränderter Flügel erhalten.
- Das im Zweiten Weltkrieg weitgehend zerstörte Dohna-Schlösschen wurde bis 1986 wiederhergestellt und beherbergt das Herder-Museum.
- Die bis 1945 evangelische Pfarrkirche St. Peter und Paul geht im Kern bis in die erste Hälfte des 14. Jahrhunderts zurück.
- Die Kriegsschäden am gotischen Rathaus wurden bereits 1947–1954 beseitigt.
- Von der Stadtbefestigung sind Reste erhalten.
- Im Süden der Stadt liegt das Feuchtgebiet Rozlewisko Morąskie. Der Mohrungsee, im Mittelalter angestaut und 1867 entwässert, ist heute ein Feuchtgebiet mit über 150 Vogelarten. Die Renaturierung der gut 128 ha großen Fläche dauert an.

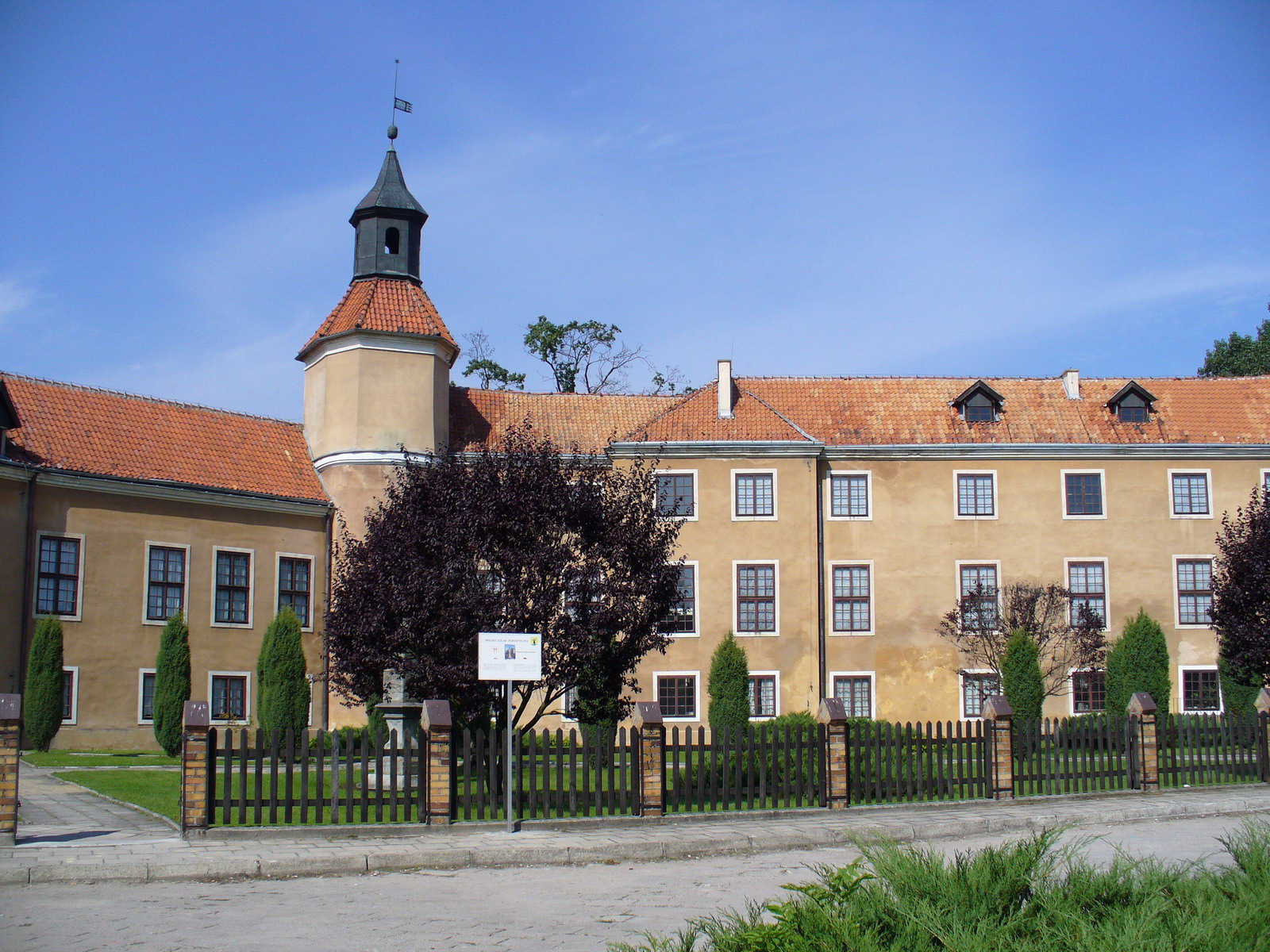
Dohna-Schlösschen
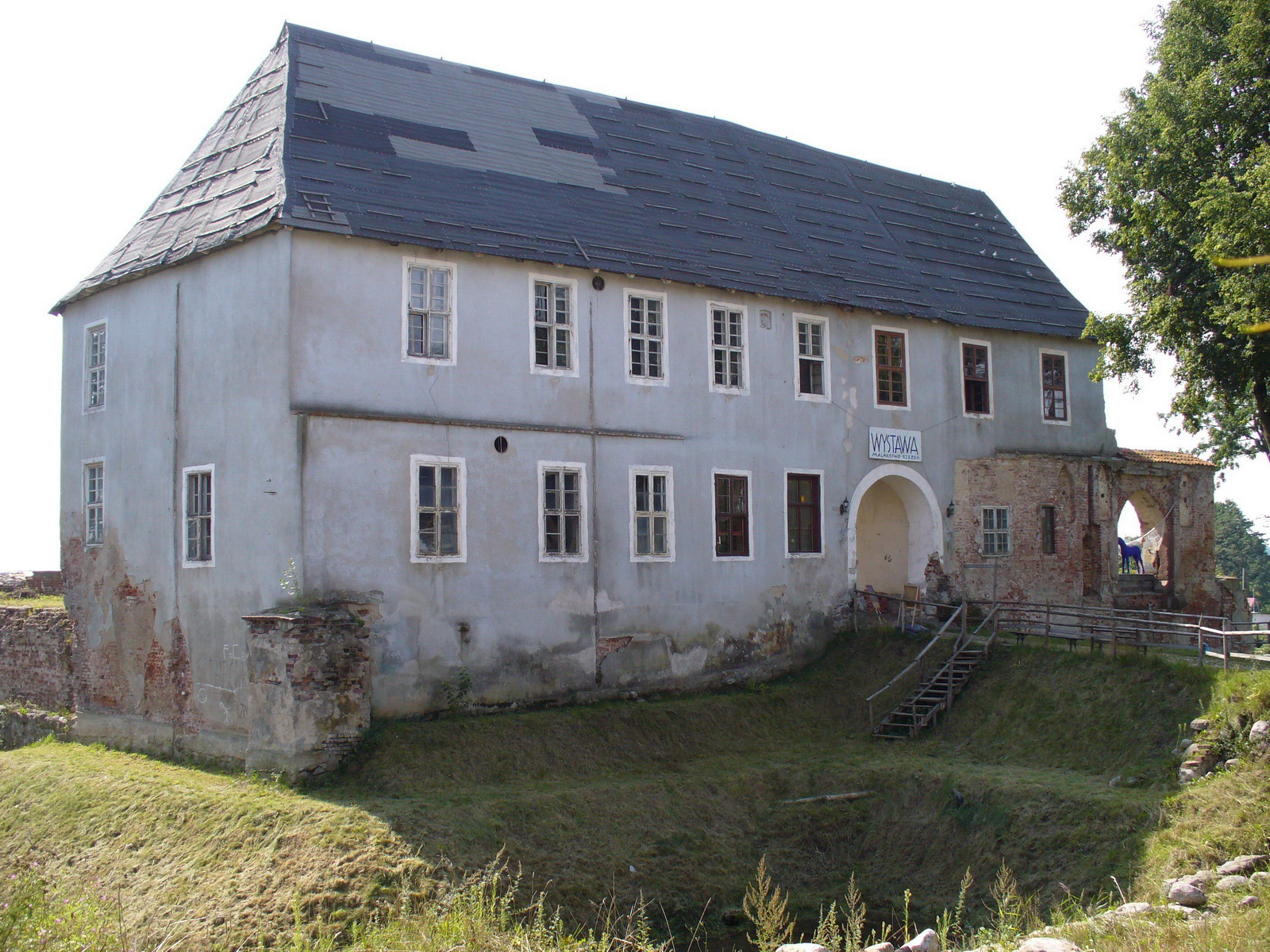
Überreste der Ordensburg Mohrungen
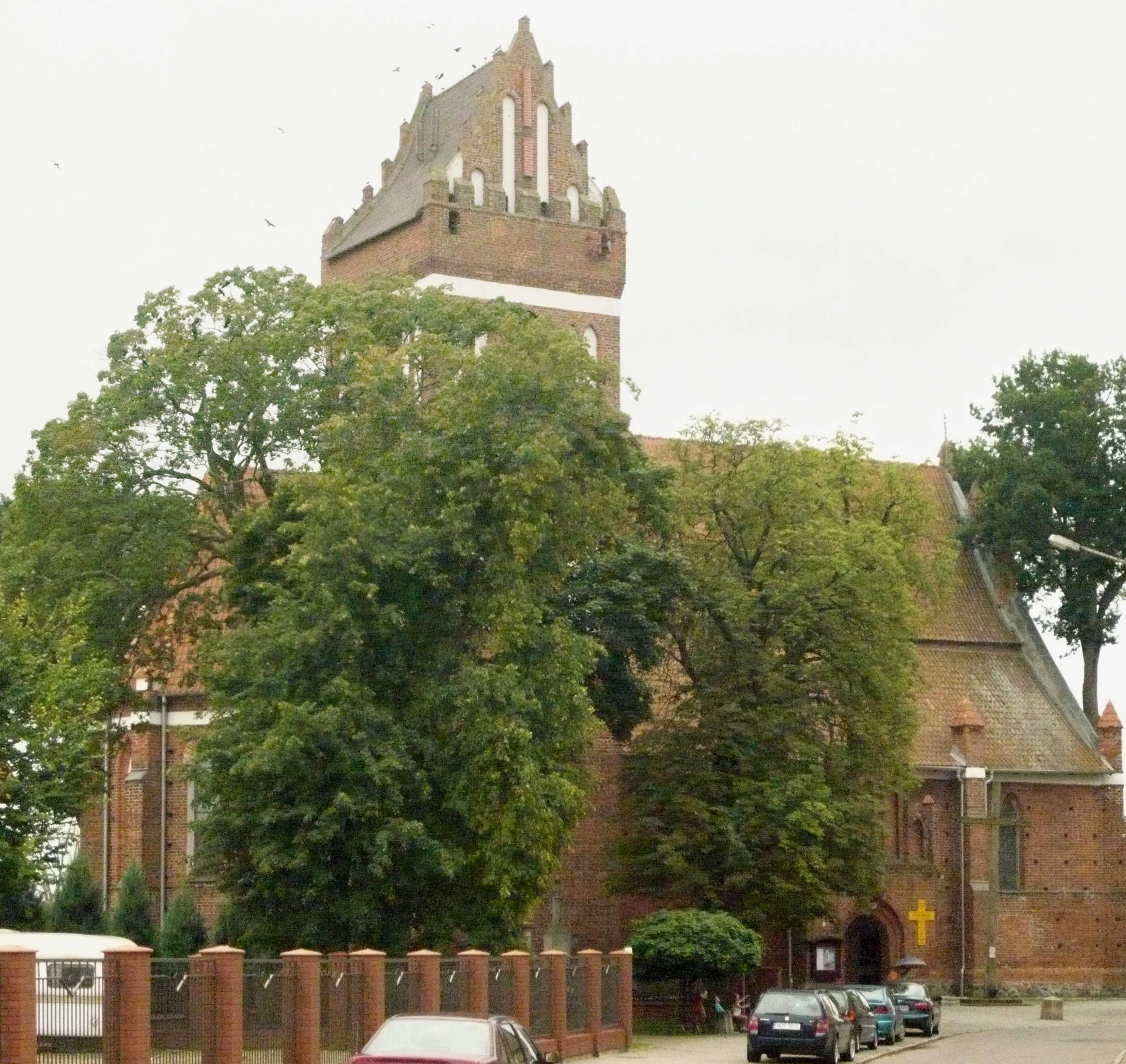
Pfarrkirche St. Peter und Paul
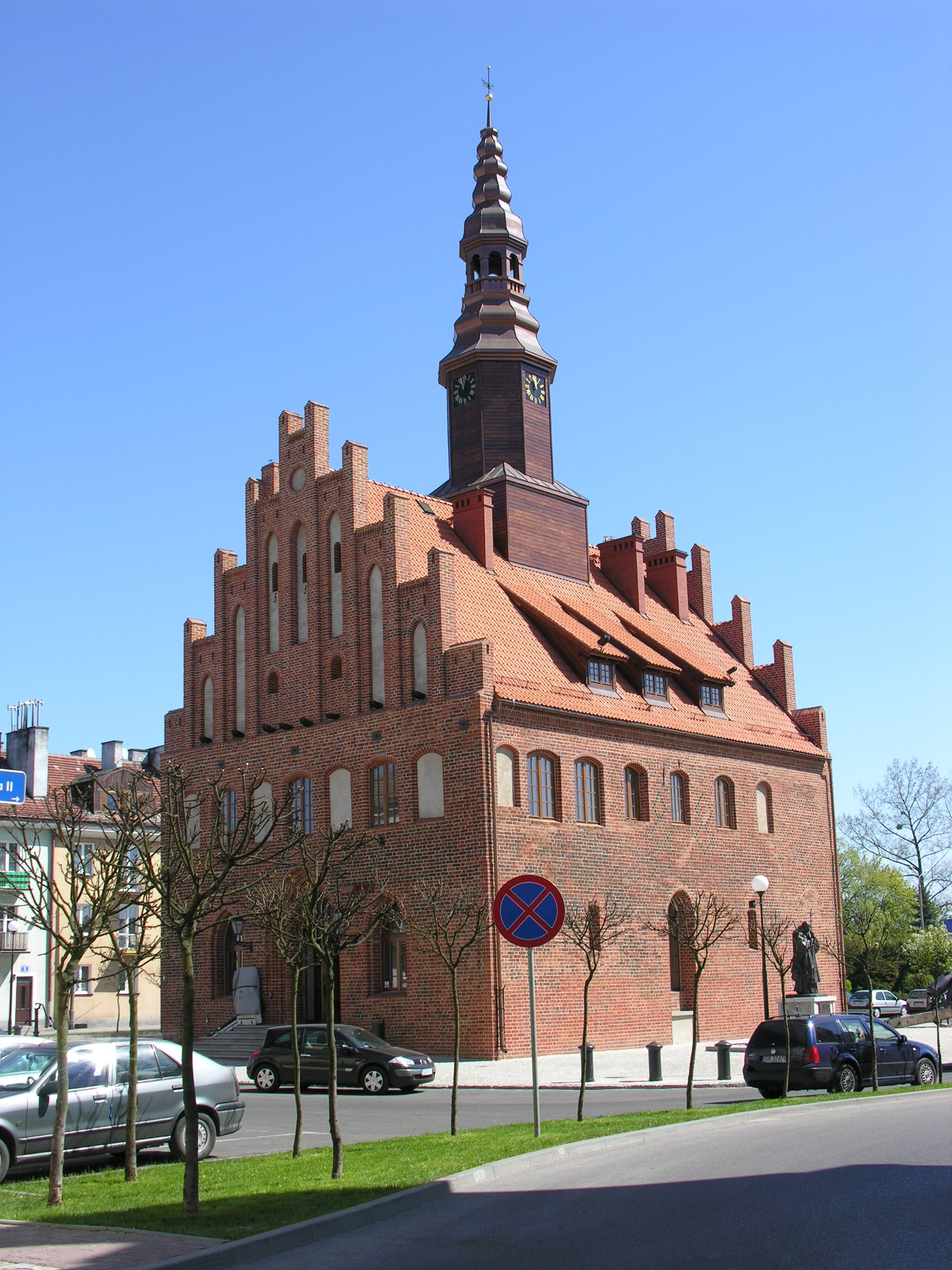
Altes Rathaus
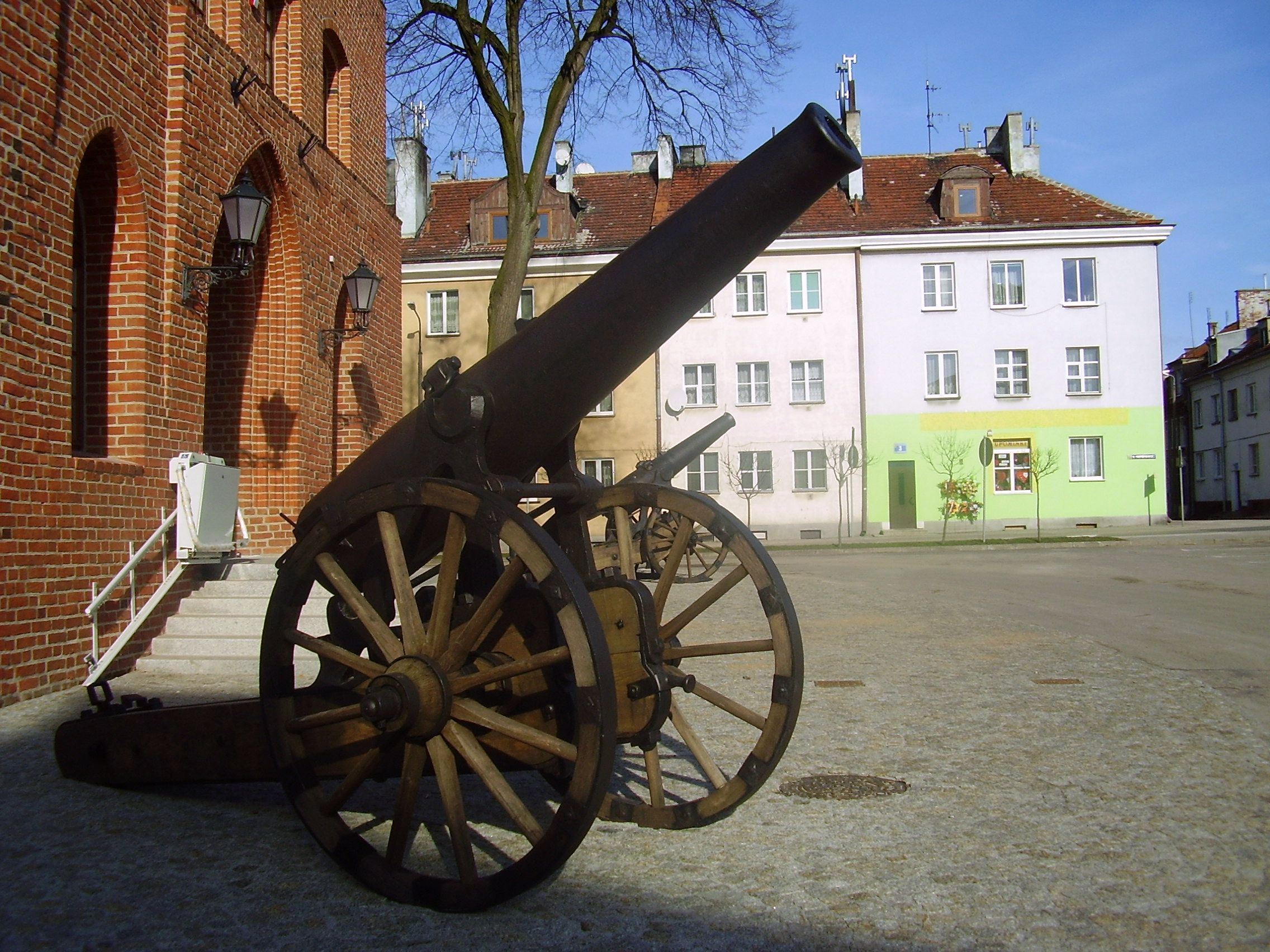
Rathausplatz mit einem erbeuteten Geschütz aus dem Krieg 1870/71
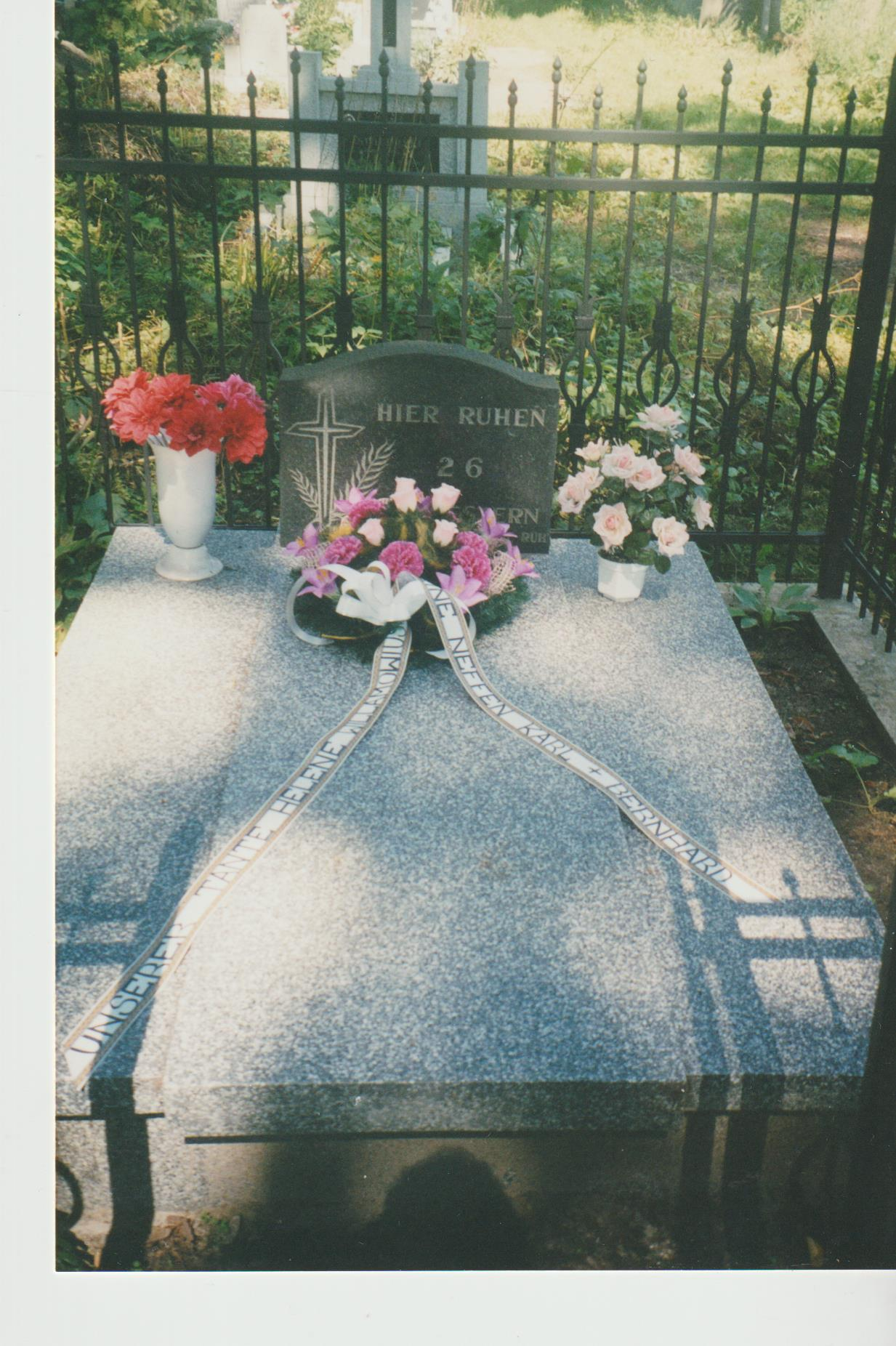
Grabstelle der 26 Schwestern
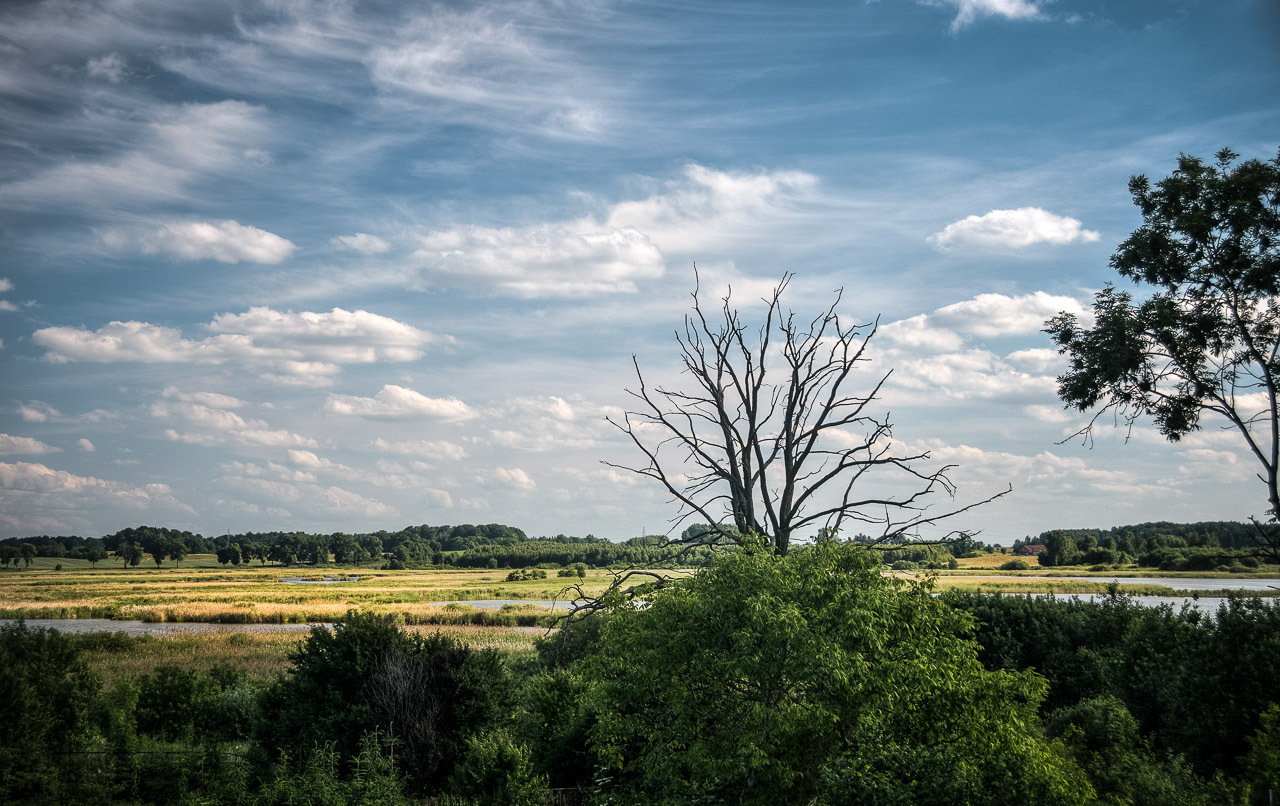
Rozlewisko Morąskie (Mohrungsee)
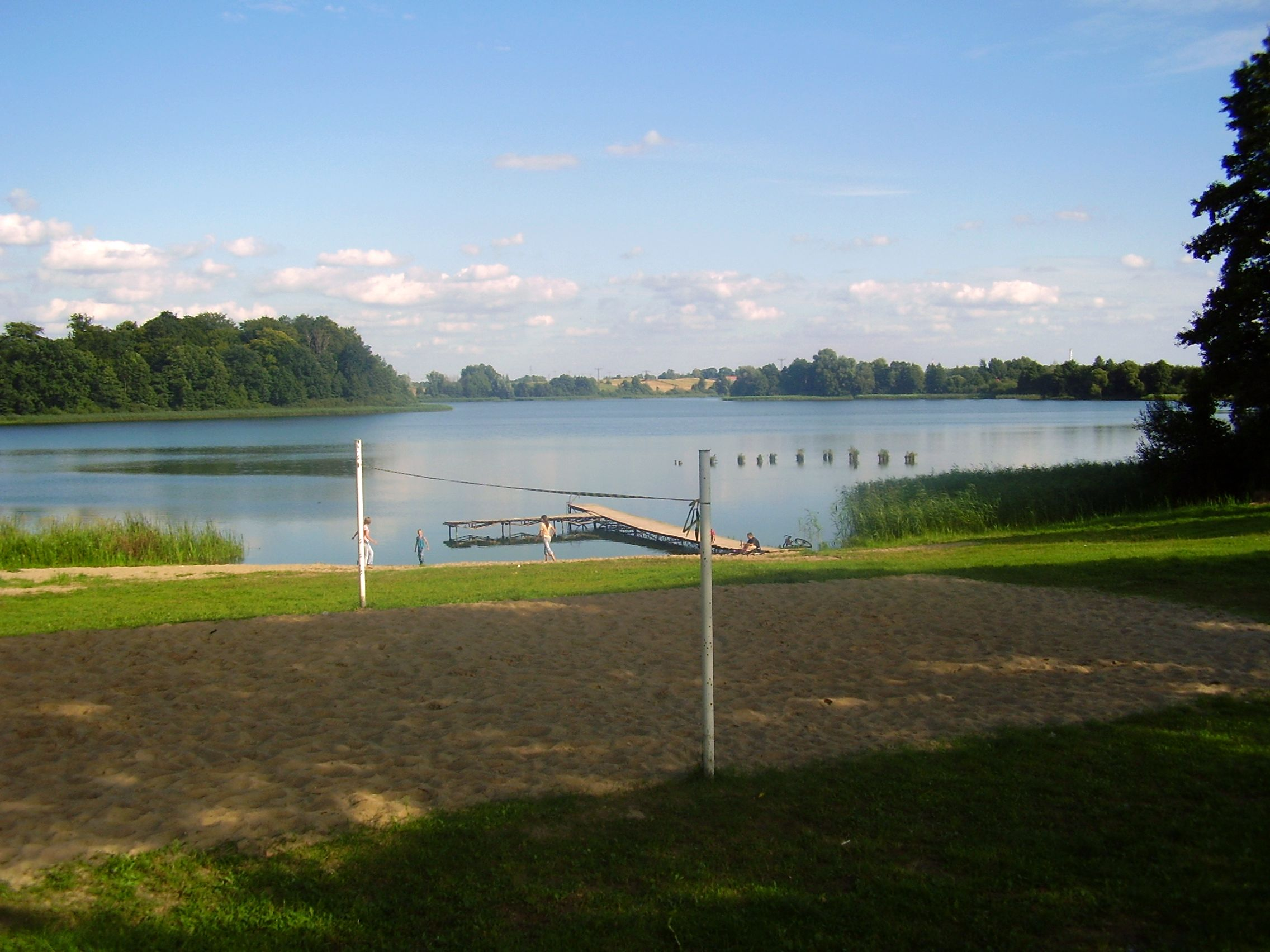
Schertingsee

## Gemeinde
Zur Stadt-und-Land-Gemeinde (gmina miejsko-wiejska) Morąg gehören die Stadt selbst und 29 Dörfer mit Schulzenämtern.

## Verkehr
Im Ort kreuzen sich zwei untergeordnete Landstraßen, von denen eine nach 13 Kilometern zur Europastraße 77 Danzig–Warschau führt. Der Bahnhof Morąg liegt an der Strecke Elbląg – Olsztyn, außerdem begannen hier die stillgelegten und abgebauten Nebenstrecken nach Ostróda (Osterode) und Orneta (Wormditt).

## Persönlichkeiten

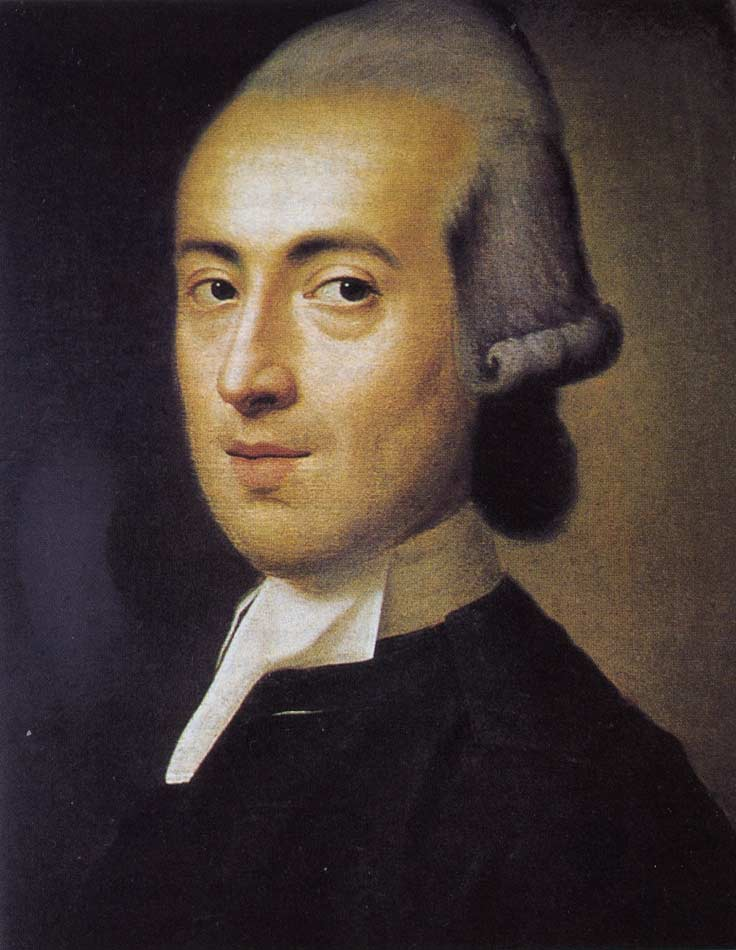
Johann Gottfried von Herder, der berühmteste Sohn der Stadt; nach einem Gemälde von Johann Ludwig Strecker (1775)

### Söhne und Töchter der Stadt
Nach dem Geburtsjahr geordnet
- Christoph von Dohna (1539–1584), Politiker, Burggraf und Militär
- Abraham von Dohna (1579–1631), brandenburgischer Staatsmann und Oberst
- Christoph von Dohna (1583–1637), Politiker und Gelehrter
- Abraham Calov (1612–1686), Theologe
- Wilhelm Alexander von Dohna-Schlodien (1695–1749), preußischer Generalleutnant
- Johann Gottlieb Willamov (1736–1777), Gelehrter, Dichter[12]
- Johann Gottfried von Herder (1744–1803), Dichter, Philosoph, Übersetzer und Theologe
- Heinrich zu Dohna-Wundlacken (1777–1843), Jurist, Offizier, Verwaltungsbeamter
- Friedrich von Zander (1791–1868), Jurist, Kronsyndikus und Kanzler in Preußen
- Carl Leopold Lohmeyer (1799–1873), Apotheker
- Otto Ungerbühler (1799–1857), preußischer Jurist, Mitglied der Frankfurter Nationalversammlung
- Otto zu Dohna-Reichertswalde (1802–1875), preußischer Gutsbesitzer und Mitglied im preußischen Herrenhaus
- Gustav Adolph August von Roebel (1822–1883), preußischer Verwaltungsjurist, MdPrA und Landrat
- Adolf Döhring (1843–1920), Verwaltungsjurist und Richter, Mitglied des Preußischen Abgeordnetenhauses
- Feodor Korsch (1856–1914), Sanitätsoffizier
- Otto Bowien (1863–1931). Stadtpfarrer in Mohrungen und  Vormund des späteren Theologen Bruno Doehring, später Pfarrer in Sopot[13][14][15].
- Bruno Doehring (1879–1961), Hof- und Domprediger am Berliner Dom, Ehrenbürger von Mohrungen
- Walther Harich (1888–1931), Literaturwissenschaftler und Schriftsteller
- Elisabeth von Thadden (1890–1944), Widerstandskämpferin gegen den Nationalsozialismus
- Reinold von Thadden (1891–1976), Jurist, Gutsbesitzer, Gründer und erster Präsident (1949–1964) des Deutschen Evangelischen Kirchentags
- Gerhard Strauss (1908–1984), Kunsthistoriker und Hochschullehrer
- Heinz Szillat (1912–1999), Maler und Grafiker
- Gerhard Friedrich Ritter (1915–2013), Politikwissenschaftler und Hochschullehrer
- Hans Weckel (1926–2003), Sportfunktionär und Hochschullehrer
- Gerhard Bondzin (1930–2014), Maler
- Charlotte Winheller, verheiratete Franke-Winheller (1935–1995), Übersetzerin, Science-Fiction-Autorin und -Herausgeberin
- Bernd Heine (* 1939), Sprachwissenschaftler und Afrikanist
- Wilfried Baasner (1940–2006), deutscher Schauspieler
- Lidia Staroń (* 1960), polnische Politikerin
- Szpaku, eigentlich Mateusz Jakub Szpakowski (* 1994), polnischer Rapper

### Sonstige mit der Stadt in Verbindung stehende Persönlichkeiten
- Ambrosius Feierabend (um 1490–nach 1543), lutherischer Reformator.